# Vladimir Jigily
Vladimir Viktorovitch Jigily (en russe : Владимир Викторович Жигилий), né le 16 décembre 1952 à Oleksandrivka, dans la République socialiste soviétique d'Ukraine, est un ancien joueur soviétique de basket-ball, évoluant au poste de pivot.

## Carrière

### Palmarès
- Médaille de bronze aux Jeux olympiques 1976
- Médaille de bronze aux Jeux olympiques 1980
- Champion du monde championnat du monde 1974
- Finaliste du championnat du monde 1978
- Finaliste du championnat d'Europe 1975
- Finaliste du championnat d'Europe 1977
- Champion d'Europe 1979